# Lac de Rabodanges
Der Lac de Rabodanges ist eine Aufstauung der Orne, die nach dem nahegelegenen Dorf Rabodanges benannt ist. Der See, der inmitten der Normannischen Schweiz liegt, wurde 1960 aufgestaut. Die auf einer Länge von sieben Kilometern aufgestaute Orne treibt ein Wasserkraftwerk an, dass eine Leistung von 6500 Kilowatt besitzt. Der See wird von zahlreichen Fischen, Wasservögeln und anderen Tieren bewohnt. Der See erstreckt sich über das Gebiet der ehemaligen Gemeinden Putanges-Pont-Écrepin, Sainte-Croix-sur-Orne, Les Rotours, Saint-Aubert-sur-Orne und Rabodanges, die 2016 alle Teil der neuen Gemeinde Putanges-le-Lac wurden.